# ژان آنتلم بریا ساوارن

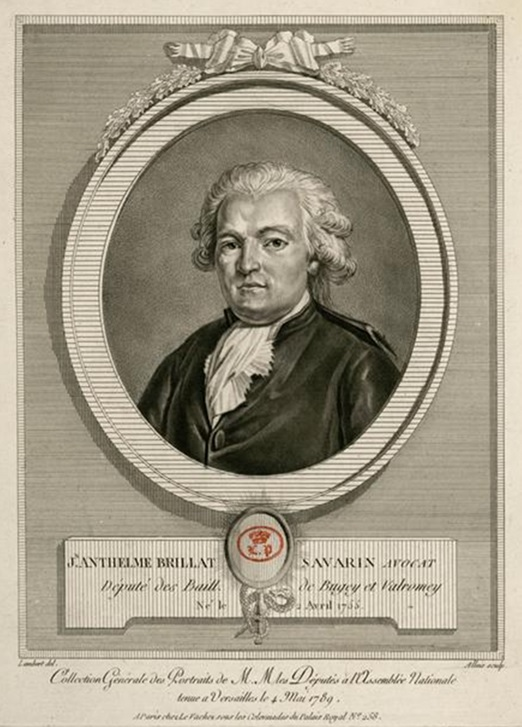
نگاره‌ای از ژان آنتلم بریا ساوارَن، قرن ۱۸ میلادی

ژان آنتلم بریا ساوارَن (به فرانسوی: Jean Anthelme Brillat-Savarin)(زادهٔ ۱ آوریل۱۷۵۵ - درگذشته ۲ فوریه ۱۸۲۶) قانون‌گذار و سیاست‌مدار فرانسوی بود. او از برای باورهای اپیکوری‌اش و دانش خوراک‌شناسی نامدار است.
او در خانواده‌ای قانون‌دان زاده‌شد. او در آغاز در دیژون قانون، شیمی و پزشکی آموخت. در رخداد انقلاب فرانسه به انقلابیون پیوست و از برای سخنرانی‌های عمومیش شهرت داشت. پس از چندی ناچار به سوئیس، هلند و سرانجام آمریکا پناهنده‌شد و در آمریکا به آموزش زبان فرانسوی و ویولن پرداخت. سپس در روزگار دیرکتوار در ۱۷۹۷ بدین کشور بازگشت و به ریاست دادسرا رسید و این پیشه را تا هنگام بازنشستگی داشت. او چندین اثر در زمینه قانون و اقتصاد سیاسی نوشت. او اگرچه با عشق بی‌گانه نبود ولی مجرد ماند.
کار نامی او فیزیولوژی چشایی است که در ۱۸۲۸ دو ماه پیش از مرگ او به چاپ رسید. گفتاورد زیر از اوست:
بگو چه می‌خوری تا بگویم کیستی.